# MAINA
MAINAMIND（まいなまいんど、10月24日 - ）は、日本の女性シンガーソングライター。大阪府東大阪市出身。血液型A型。
MAINAMINDの由来は「マイナ、“今日はこれにしよう、明日はこれにしよう”という気ままで自由な気持ち＝マインド」から。

## 略歴
3歳の頃からダンスを始める。ヒップホップダンス、ジャズダンスの他、日本舞踊にも通じ、藤間流の名取（藤間新舞）でもある。
2003年、国立文楽劇場 日本舞踊 出演。
2005年、ユニット「Li-G D」ダンスコンテスト優勝。
2006年、ミュージカル「赤毛のアン」出演他、様々なダンスコンテスト、ボーカルコンテストで優勝。
2008年、TBS系列「さんまのSUPERからくりTV」出演。
2012年、大阪☆春夏秋冬結成。DVD「1時間で踊れるヒップホップ講座」では上野隆博と共演。
2013年、ダンスコンテスト「レジェンド東京 2013」MOCCHIN作品入賞。大阪城ホール「日本の歌声祭典 2013」ゲストダンス出演。
2014年、シンガーコンテスト全国決勝大会3位入賞。この頃から大阪⭐︎春夏秋冬はMAINAがメインボーカルを務めるスタイルにチェンジ、TOKYO IDOL FESTIVAL 2015で注目を集め、渋谷CLUB QUATTROでの東京初ワンマンを完売。
2016年、なんばHatch、ZeppTokyoにてワンマンライブを開催 ・東名阪ツアーを実施。MAINA個人で2016年、@JAM×ナタリー EXPO 2016にてナタリーによる選抜ユニット「ナターシャ」参加。
2017年にエイベックス・エンタテインメント（レーベルはbinyl records→avex trax）から「Travelin’Travelin’」でメジャー・デビュー。オリコンデイリー1位獲得。
2018年、うまい棒の妹キャラクターUMAMIちゃん声優を務める。
2020年、劇団☆春夏秋冬 旗上げ公演「艶姿河内六人娘」出演。テレビ朝日系列「関ジャム完全燃 SHOW」にて 『令和のアイドル界で厳選!スゴいヴォーカリスト10人』の1人に選ばれる。
2021年5月、日向ハル（フィロソフィーのダンス）と共にゲスト・ボーカルとして参加したRyozo Band「Night Lights feat. 日向ハル & MAINA」をリリース。同年10月、加茂啓太郎プロデュースによるMAINAMIND名義で自ら作詞・作曲したソロデビュー曲「鬼でもない」をリリース。
2022年4月29日を以て、大阪☆春夏秋冬は現体制での活動を終了。MAINAMIND名義での本格的なソロ活動とともに、アーティスト、アイドルの振付を行う。いちろー（ex.東京カランコロン）による3ヶ月連続配信リリース第一弾楽曲「I Want Your Love feat. MAINAMIND」にゲストボーカルで参加。フジテレビ「Love music」サキガケ!TikTokに出演。初のアナログ盤「ナイトクルージング」をリリース・東名阪福ツアーを行う。
2023年、読売テレビ「ピーチCAFE」tvk「関内デビル」等に出演。2月にMAINAMIND名義の1stアルバム『GAMBIT』を会場限定CDリリース。大阪・東京ツアーを完売。10月27日、渋谷duo MUSIC EXCHANGEにてワンマンライブ。

## 作品

### アナログ盤
- ナイトクルージング（2022年5月1日）

### 配信
- 鬼でもない（2021年10月24日）
- ナイトクルージング（2022年2月4日）
- Sweetest Love Affair（2022年5月18日）
- FUNKY BIG SLOPE（2022年6月30日）
- VICTORY（2022年7月31日）
- Lovin'U（2022年10月24日）
- Eat Your Heart（2022年12月7日）
- MIND STONE（2023年1月13日）
- I Can't Stop Loving You（2023年3月15日）
- Lucky Charm（2023年9月8日）
- MIND STONE (Live Version)（2023年10月6日）
- Baby Love You（2024年2月14日）
- キミがいい（2024年3月29日）

### アルバム
- GAMBIT（2023年2月17日会場限定CD発売・通販[2]・4月19日配信）

### 楽曲参加
- Ryozo Band「Night Lights（feat.日向ハル & MAINA）」
- いちろー（ex.東京カランコロン）「I Want Your Love feat. MAINAMIND」

## タイアップ
| 起用年 | タイトル   | タイアップ先                                             |
| ------ | ---------- | -------------------------------------------------------- |
| 2023年 | MIND STONE | テレビ神奈川（tvk）『関内デビル』1月度エンディングテーマ |